# 국도 제23호선 (미국)

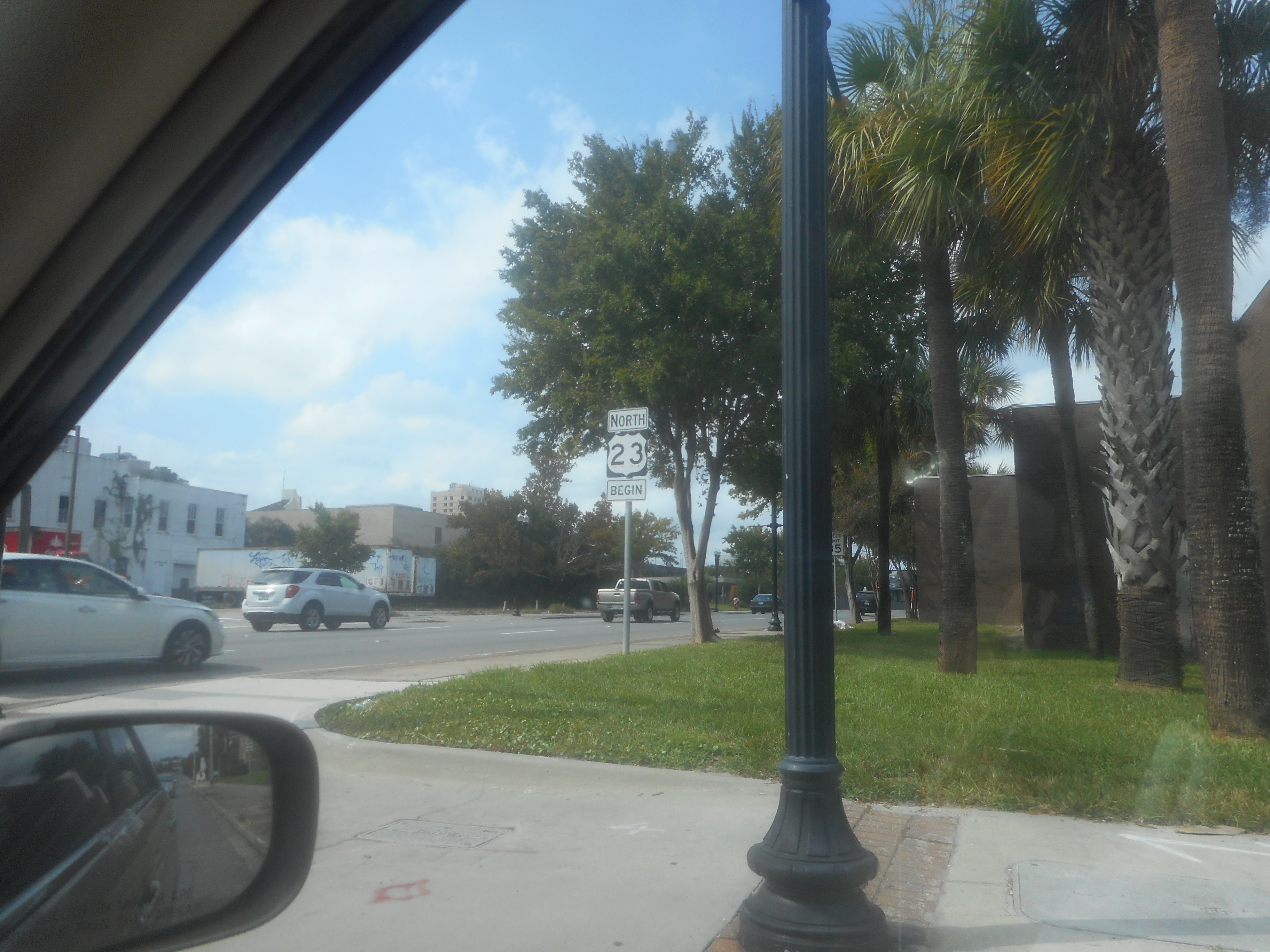
미국 플로리다주 잭슨빌에서 접촉하고 있는 US 1, 17, 23호선이 동시에 만나는 모습. 그래서 이곳은 미국의 도로원표이기도 하다.

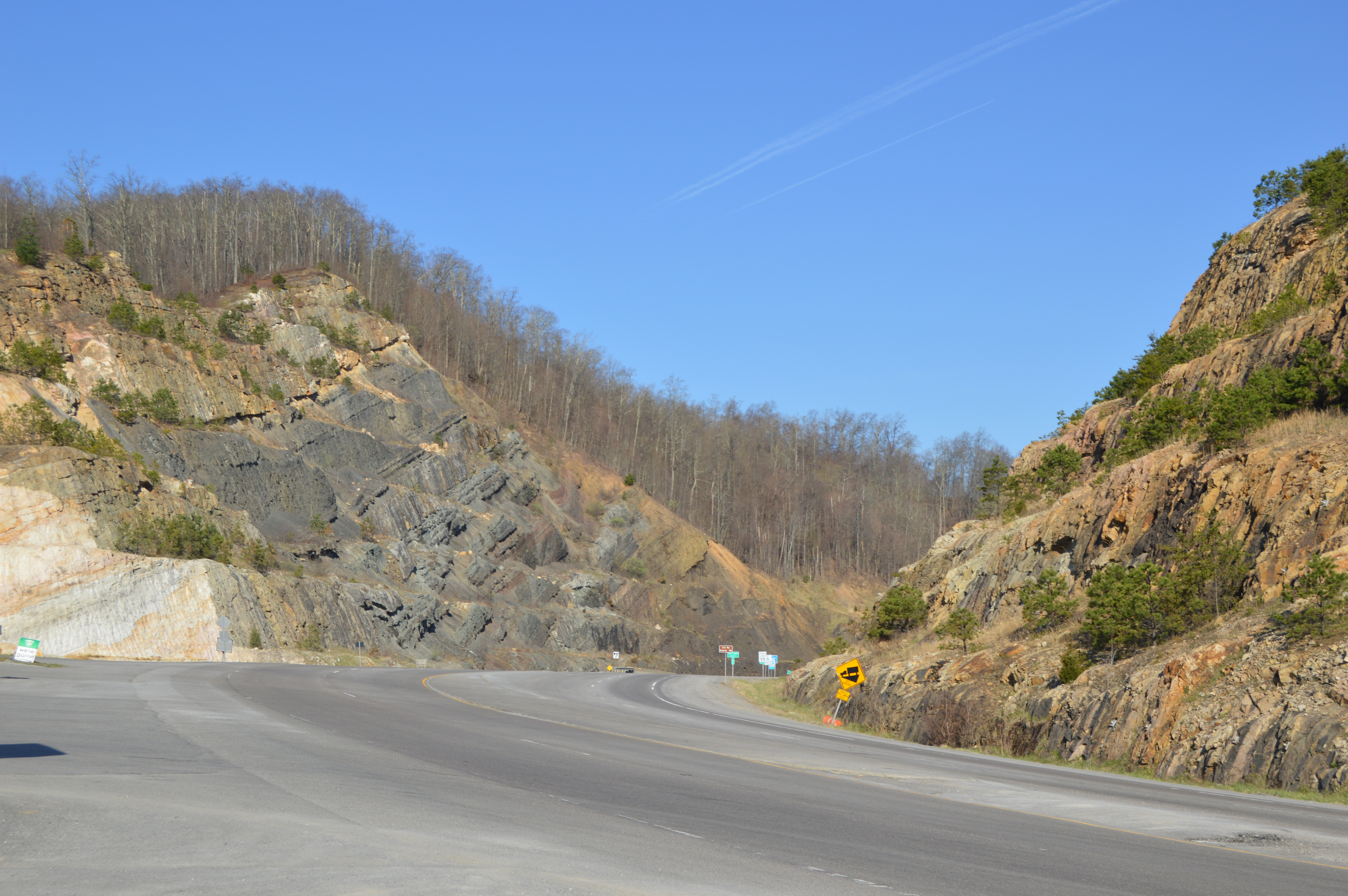
버지니아주에서 켄터키주로 넘어오는 고개인 파운드 고개 전경

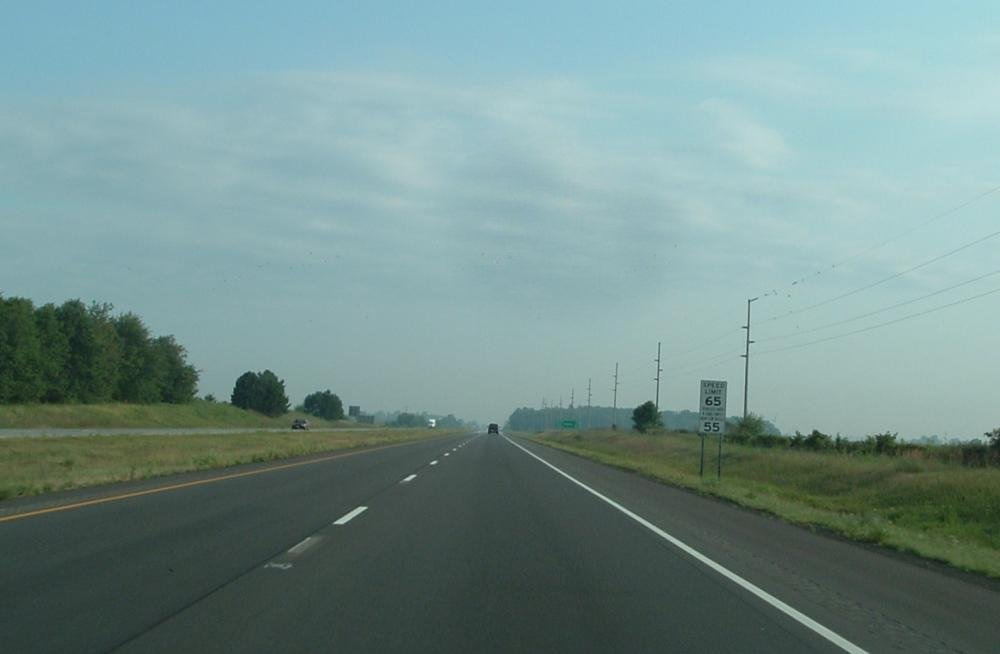
오하이오주 매리언을 통과하고 있는 US 23

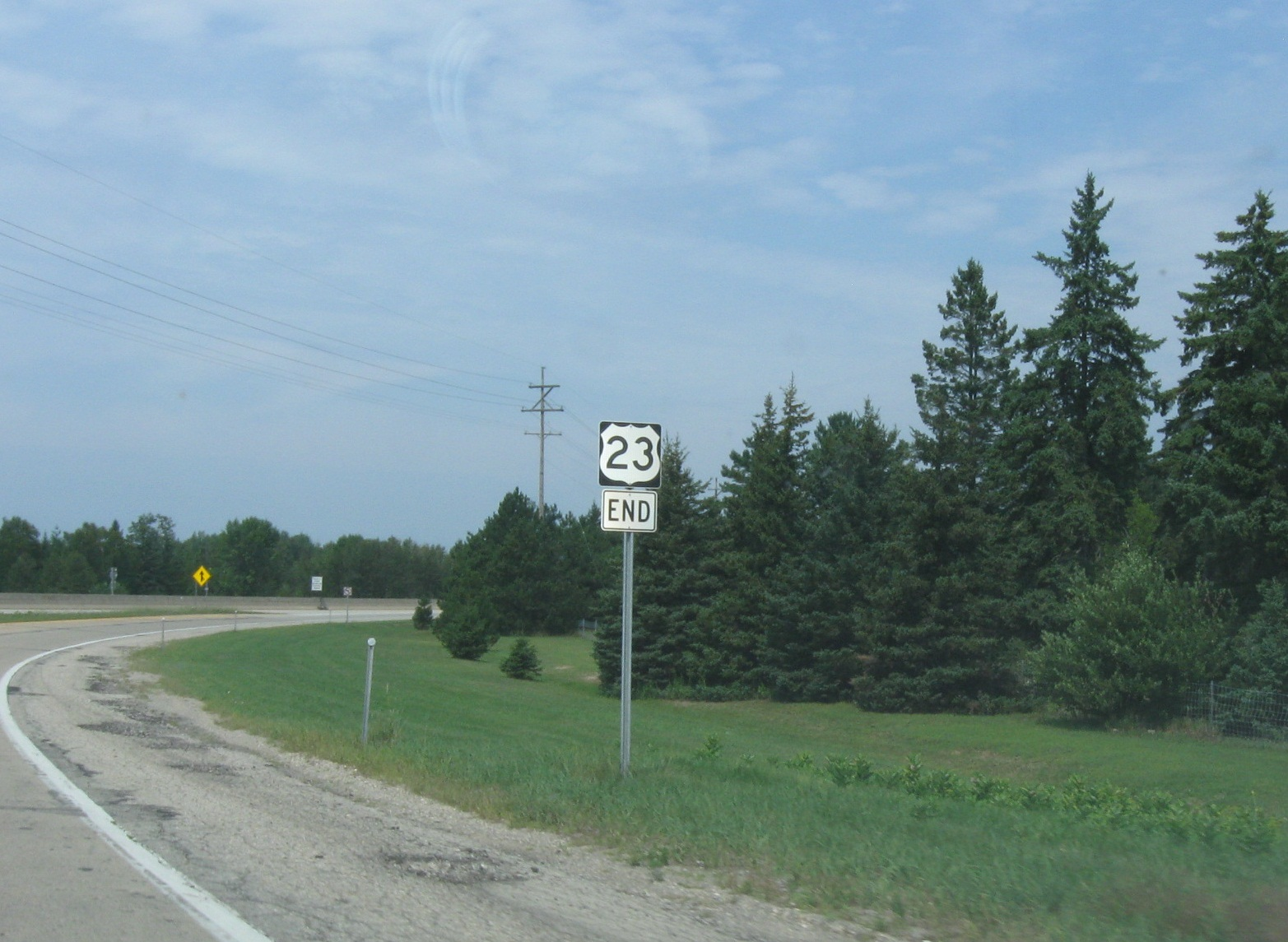
미시간주 매키노시티를 종점으로 삼고 있는 US 23

국도 제23호선(U.S. Route 23)은 플로리다주의 잭슨빌과 미시간주의 매키노시티까지 이르는 미국의 일반 국도로, 총 연장은 1,435.17 마일 (2,309.68 km)이다. 그러나 해당 국도는 원래 1926년 당시 지정된 구간으로는 오하이오주의 포츠머스까지 남쪽으로만 도달되어 있는 노선으로, 이후에는 이 도로가 연장되었다. 또한 이 도로는 이전까지만 하여도 딕시 하이웨이라는 주요 간선도로의 일부를 이룬 바 있다. 그리고 해당 국도의 기점은 플로리다주 잭슨빌로, 이곳에서는 국도 제1호선과 국도 제17호선과 만나며, 종점인 미시간주 매키노시티에서는 주간고속도로 제75호선과도 접촉한다.

## 주요 경유지
23번 국도가 통과하고 있는 주는 다음과 같다.
| 주요 경로 및 거리 |           |          |
| \| 지역 \| 거리 (mi) \| (km) \| \| ---------------- \| --------- \| -------- \| \| 플로리다주 \| 37.67 \| 60.66 \| \| 조지아주 \| 391.69 \| 630.74 \| \| 노스캐롤라이나주 \| 109.22 \| 175.88 \| \| 테네시주 \| 78.14 \| 125.83 \| \| 버지니아주 \| 60.91 \| 98.08 \| \| 켄터키주 \| 157.76 \| 253.89 \| \| 오하이오주 \| 234.86 \| 378.20 \| \| 미시간주 \| 364.92 \| 587.63 \| \| 합계 \| 1,435.17 \| 2,309.68 \| |           |          |
| 지역 | 거리 (mi) | (km)     |
| 플로리다주 | 37.67     | 60.66    |
| 조지아주 | 391.69    | 630.74   |
| 노스캐롤라이나주 | 109.22    | 175.88   |
| 테네시주 | 78.14     | 125.83   |
| 버지니아주 | 60.91     | 98.08    |
| 켄터키주 | 157.76    | 253.89   |
| 오하이오주 | 234.86    | 378.20   |
| 미시간주 | 364.92    | 587.63   |
| 합계 | 1,435.17  | 2,309.68 |

## 통과하는 도로

### 주간고속도로
- 주간고속도로 제95호선
- 주간고속도로 제295호선
- 주간고속도로 제16호선
- 주간고속도로 제75호선
- 주간고속도로 제675호선
- 주간고속도로 제285호선
- 주간고속도로 제20호선
- 주간고속도로 제85호선
- 주간고속도로 제985호선
- 주간고속도로 제40호선
- 주간고속도로 제26호선
- 주간고속도로 제240호선
- 주간고속도로 제81호선
- 주간고속도로 제64호선
- 주간고속도로 제270호선
- 주간고속도로 제475호선
- 주간고속도로 제94호선
- 주간고속도로 제96호선
- 주간고속도로 제69호선

### 일반 국도
- 국도 제1호선
- 국도 제17호선
- 국도 제301호선
- 국도 제82호선
- 국도 제84호선
- 국도 제341호선
- 국도 제221호선
- 국도 제280호선
- 국도 제319호선
- 국도 제441호선
- 국도 제80호선
- 국도 제129호선
- 국도 제29호선
- 국도 제78호선
- 국도 제278호선
- 국도 제123호선
- 국도 제76호선
- 국도 제64호선
- 국도 제74호선
- 국도 제276호선
- 국도 제19호선
- 국도 제70호선
- 국도 제25호선
- 국도 제19W호선
- 국도 제321호선
- 국도 제11E호선
- 국도 제11W호선
- 국도 제58호선
- 국도 제421호선
- 국도 제119호선
- 국도 제460호선
- 국도 제60호선
- 국도 제52호선
- 국도 제50호선
- 국도 제35호선
- 국도 제22호선
- 국도 제33호선
- 국도 제62호선
- 국도 제40호선
- 국도 제42호선
- 국도 제36호선
- 국도 제30호선
- 국도 제224호선
- 국도 제6호선
- 국도 제20호선
- 국도 제24호선
- 국도 제223호선
- 국도 제12호선
- 국도 제10호선

## 관련 국도
- 국도 제123호선 (미국)
- 국도 제223호선 (미국)
- 미국 국도 제23호선의 특수 노선(영어판)